# Antoine Birotteau
Pour les articles homonymes, voir Birotteau.
Antoine Bonaventure Eugène Birotteau est un avocat et un homme politique français né le 18 septembre 1813 à Ganges (Hérault) et mort le 30 septembre 1899 à Carcassonne (Aude).
Il fut président de l'Académie des arts et des sciences de Carcassonne en 1857, 1867 et 1872.

## Fonctions et mandats politiques
- Maire de Carcassonne de 1867 à 1870;
- Conseiller général du canton de Saissac de 1867 à 1871;
- Député de l'Aude de 1869 à 1870, siégeant dans la majorité (groupe centre-droit) soutenant le Second Empire.

Eugène Birotteau repose au cimetière Saint-Michel de Carcassonne.

## Distinctions
- Chevalier de la Légion d'honneur (décret du 2 avril 1867)

## Sources
- « Antoine Birotteau », dans Adolphe Robert et Gaston Cougny, Dictionnaire des parlementaires français, Edgar Bourloton, 1889-1891 [détail de l’édition]